# خرد جمعی
"خرد جمعی" یا "خرد اکثریت" مفهومی است که بیان می‌کند نظر جمعی گروهی متنوع و مستقل از افراد (به جای نظر یک کارشناس تنها) بهترین قضاوت را ارائه می‌دهد. این مفهوم، هرچند در عصر اطلاعات جدید نیست، اما توسط سایت‌های اطلاعات اجتماعی مانند کورا، ردیت، استک اکسچنج، ویکی‌پدیا، یاهو! انسرز و سایر منابع وب که به دانش جمعی انسان‌ها متکی‌اند، بیشتر مورد توجه قرار گرفته است. یکی از توضیحات برای این فرض این است که نویز منحصر به فرد هر قضاوت فردی با میانگین آن نویز در تعداد زیادی پاسخ جایگزین می‌شود و اثر نویز را کاهش می‌دهد.
محاکمه هیئت منصفه را می‌توان تا حدی متکی بر خرد جمعی دانست، در مقایسه با محاکمه بدون هیئت منصفه که بر یک یا چند کارشناس متکی است. در سیاست، گاهی تقسیم با قرعه به عنوان نمونه‌ای از آنچه خرد جمعی می‌تواند باشد، مطرح می‌شود. تصمیم‌گیری توسط گروهی متنوع به جای یک گروه یا حزب سیاسی نسبتاً همگن انجام می‌شود. پژوهش‌ها در علوم شناختی سعی کرده‌اند رابطه بین اثرات خرد جمعی و شناخت فردی را مدل‌سازی کنند.
پاسخ‌های تجمیعی یک گروه بزرگ به سوالاتی که شامل برآورد کمیت، دانش عمومی جهان و استدلال فضایی است، معمولاً به خوبی و اغلب بهتر از پاسخ هر یک از افراد گروه بوده است.
قضیه هیئت منصفه از نظریه انتخاب اجتماعی دلایل رسمی برای خرد جمعی با فرضیات مختلف، بیشتر یا کمتر قابل قبول، ارائه می‌دهد. هرچند خود قضایا بحث‌برانگیز نیستند، فرضیات و نتایج آن‌ها همچنان مورد بحث هستند. قدیمی‌ترین و ساده‌ترین آن‌ها قضیه هیئت منصفه کندورسه (1785) است.

## نمونه‌ها
ارسطو به عنوان نخستین فردی شناخته می‌شود که درباره «خرد جمعی» در اثر خود سیاست نوشت.  
ارسطو می‌گوید: «ممکن است بسیاری افراد، هرچند به تنهایی افراد خوبی نباشند، وقتی کنار هم بیایند، نه به صورت فردی بلکه جمعاً بهتر از کسانی باشند که به تنهایی خوب‌اند، همان‌گونه که ضیافت‌های عمومی که بسیاری در آن مشارکت دارند بهتر از آن‌هایی است که فقط یک نفر هزینه‌اش را می‌پردازد».

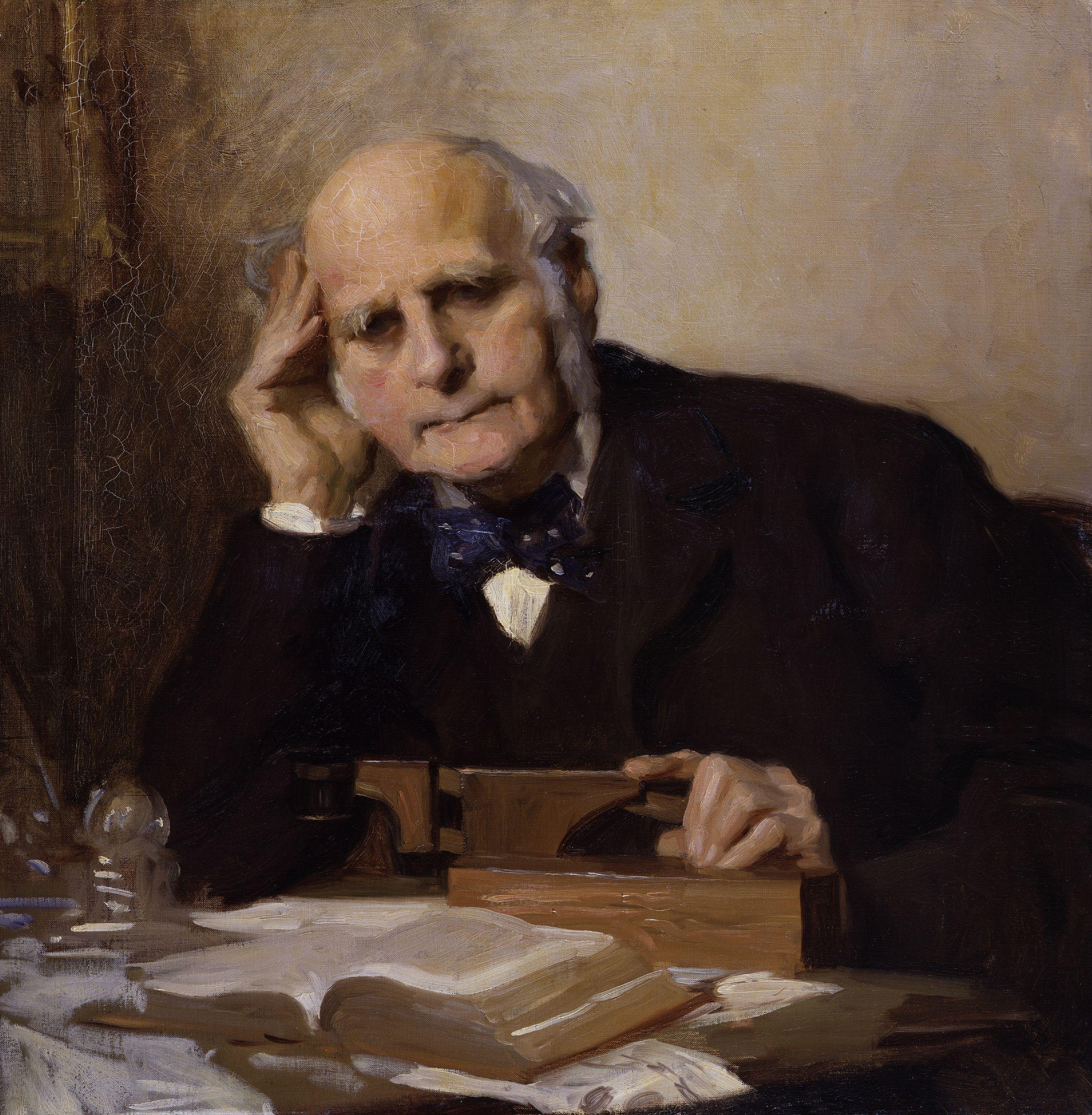
سر فرانسیس گالتون اثر چارلز ولینگتون فورس، هدیه به نگارخانه ملی پرتره لندن در سال ۱۹۵۴

نتیجه کلاسیک خرد جمعی مربوط به برآورد نقطه‌ای یک کمیت پیوسته است. در سال ۱۹۰۶ در نمایشگاه کشاورزی در پلیموث، ۸۰۰ نفر در مسابقه‌ای برای تخمین وزن یک گاو ذبح شده شرکت کردند. آماردان فرانسیس گالتون مشاهده کرد که حدس میانه ۱۲۰۷ پوند، با وزن واقعی ۱۱۹۸ پوند فقط ۱٪ اختلاف داشت.  
این یافته باعث شد در علوم شناختی بینش این‌گونه شکل بگیرد که قضاوت‌های فردی جمعیت را می‌توان به عنوان توزیع احتمال پاسخ‌ها مدل‌سازی کرد که میانه آن نزدیک به مقدار واقعی کمیت است.
در سال‌های اخیر، پدیده «خرد جمعی» در استراتژی‌های کسب‌وکار، فضای تبلیغات و تحقیقات سیاسی به کار گرفته شده است. شرکت‌های بازاریابی بازخورد مصرف‌کنندگان و برداشت‌های برند را برای مشتریان جمع‌آوری می‌کنند. همچنین شرکت‌هایی مانند Trada از عموم برای طراحی تبلیغات بر اساس نیازهای مشتریان بهره می‌برند.  
در نهایت، ترجیحات سیاسی جمع‌آوری شده برای پیش‌بینی یا اکنون‌بینی انتخابات سیاسی استفاده می‌شوند.

## محبوبیت غیرمنتظره
در تلاش‌های بیشتر برای بهبود نتایج، تکنیکی جدید به نام «محبوبیت غیرمنتظره» توسط دانشمندان آزمایشگاه نورواقتصاد اسلون MIT با همکاری دانشگاه پرینستون توسعه یافت. در این روش برای هر سؤال، از افراد خواسته می‌شود دو پاسخ بدهند: اینکه فکر می‌کنند پاسخ درست چیست و اینکه فکر می‌کنند نظر عمومی (رای اکثریت) چه خواهد بود. تفاوت میانگین بین این دو پاسخ، پاسخ درست را نشان می‌دهد. مشخص شد الگوریتم «شگفت‌آورانه محبوب» خطاها را به میزان ۲۱.۳ درصد نسبت به رای ساده اکثریت کاهش می‌دهد، و به ترتیب ۲۴.۲ درصد نسبت به رای‌های وزن‌دهی شده بر اساس اعتماد و ۲۲.۲ درصد نسبت به رای‌های وزن‌دهی شده پیشرفته، که تنها از پاسخ‌هایی با بالاترین میانگین استفاده می‌کنند، خطاها را کاهش می‌دهد.

## تعریف جمع
در زمینه خرد جمعی، واژه «جمع» معنای گسترده‌ای دارد. یکی از تعاریف، جمع را گروهی از افراد می‌داند که از طریق فراخوان عمومی برای مشارکت گرد آمده‌اند.
در عصر دیجیتال، پتانسیل هوش جمعی با ظهور فناوری‌های اطلاعاتی و رسانه‌های اجتماعی مانند گوگل، فیسبوک، توییتر و غیره گسترش یافته است. این پلتفرم‌ها امکان گردآوری نظرات و دانش در مقیاس وسیع را فراهم می‌کنند و چیزی را به وجود می‌آورند که برخی آن را «جوامع هوشمند» نامیده‌اند. با این حال، اثربخشی این جمع‌های دیجیتال می‌تواند تحت تأثیر مسائلی مانند سوگیری‌های جمعیتی، تأثیر کاربران بسیار فعال، و حضور ربات‌ها قرار گیرد که می‌تواند تنوع و استقلال لازم برای خردمند بودن جمع را مختل کند. برای کاهش این مشکلات، پژوهشگران پیشنهاد کرده‌اند از رویکرد چندرسانه‌ای برای تجمیع هوش از پلتفرم‌های مختلف یا استفاده از تحلیل عاملی برای فیلتر کردن سوگیری‌ها و نویز بهره بگیرند.
اگرچه معمولاً جمع‌ها در کاربردهای آنلاین استفاده می‌شوند، اما در موارد آفلاین نیز قابل بهره‌برداری هستند. در برخی موارد به اعضای جمع انگیزه مالی برای مشارکت داده می‌شود. برخی کاربردهای خرد جمعی، مانند خدمت به عنوان هیئت منصفه در ایالات متحده، مشارکت جمعی را الزامی می‌کنند.

## شباهت‌ها با شناخت فردی: پدیدهٔ «جمع درون فرد»
بینش این است که پاسخ‌های جمع به یک وظیفه برآورد می‌تواند به عنوان نمونه‌ای از توزیع احتمالی مدل شود که مقایسه‌ای با شناخت فردی ایجاد می‌کند. به‌ویژه ممکن است شناخت فردی احتمالاتی باشد، به این معنا که برآوردهای فردی از «توزیع احتمالی داخلی» گرفته می‌شوند. اگر اینطور باشد، دو یا چند برآورد از یک کمیت توسط یک فرد باید میانگینی نزدیک‌تر به حقیقت داشته باشند تا هر یک از برآوردهای منفرد، چرا که اثر نویز آماری در هر برآورد کاهش می‌یابد. این البته بر فرض استقلال آماری (حداقل تا حدی) نویز مرتبط با هر قضاوت استوار است. بنابراین، جمع باید مستقل و همچنین متنوع باشد تا انواع پاسخ‌ها وجود داشته باشد. پاسخ‌های دو سر طیف همدیگر را خنثی می‌کنند و اجازه می‌دهند پدیده خرد جمعی رخ دهد. نکته دیگری که باید مدنظر داشت این است که قضاوت‌های احتمالی فردی اغلب به سمت مقادیر انتهایی (مثلاً ۰ یا ۱) تمایل دارند. بنابراین، هر اثر مفیدی از چند قضاوت توسط یک فرد احتمالاً محدود به نمونه‌هایی از توزیع بدون سوگیری است.
وال و پاشلر (۲۰۰۸) از شرکت‌کنندگان خواستند برآورد نقطه‌ای از کمیت‌های پیوسته مرتبط با دانش عمومی جهان ارائه دهند، مانند «چه درصدی از فرودگاه‌های جهان در ایالات متحده‌اند؟» بدون اطلاع قبلی، نیمی از شرکت‌کنندگان بلافاصله خواسته شدند حدس دوم متفاوتی به همان سؤال بدهند و نیم دیگر این کار را سه هفته بعد انجام دادند. میانگین دو حدس هر شرکت‌کننده دقیق‌تر از هر یک از حدس‌های فردی بود. علاوه بر این، میانگین حدس‌های در حالت تأخیر سه هفته‌ای دقیق‌تر از حدس‌های پشت سر هم بود. یکی از توضیحات این است که حدس‌های پشت سر هم کمتر مستقل از هم بودند (اثر لنگر انداختن) و در نتیجه نویز مشابهی داشتند. به طور کلی، این نتایج نشان می‌دهد شناخت فردی ممکن است واقعاً تابع توزیع احتمالی داخلی باشد که با نویز تصادفی مشخص می‌شود، نه اینکه همیشه بهترین پاسخ ممکن را بر اساس همه دانش فرد تولید کند. این نتایج در بازتولید قوی و پیش‌ثبت‌شده تا حد زیادی تأیید شدند. تنها نتیجه‌ای که به‌طور کامل بازتولید نشد این بود که تأخیر در حدس دوم، برآورد بهتری تولید می‌کند.
هوریهان و بنجامین (۲۰۱۰) فرضیه بهبود حدس‌ها در شرایط پاسخ تأخیری را که توسط وال و پاشلر مشاهده شده بود، با استفاده از تفاوت در ظرفیت حافظه شرکت‌کنندگان آزمایش کردند. آنها دریافتند که میانگین‌گیری حدس‌های تکراری افرادی که حافظه کوتاه‌تری دارند، بهبود بیشتری در دقت برآورد نسبت به افرادی که حافظه بلندتری دارند ایجاد می‌کند.
راوهوت و لورنز (۲۰۱۱) این پژوهش را گسترش دادند و از شرکت‌کنندگان خواستند پنج برآورد متوالی از کمیت‌های پیوسته مرتبط با دانش واقعی جهان ارائه دهند. این روش به پژوهشگران اجازه داد تا ابتدا تعداد دفعات لازم برای برآورد از خود را مشخص کنند تا دقتی مشابه پرسیدن از دیگران بدست آورند، و سپس نرخ بهبود دقت برآورد از خود را در مقایسه با پرسیدن از دیگران بسنجند. نویسندگان نتیجه گرفتند که پرسیدن بی‌نهایت بار از خود، دقت بیشتری نسبت به پرسیدن تنها از یک فرد دیگر ندارد. آنها به طور کلی شواهد کمی برای وجود «توزیع ذهنی» که افراد برآوردهایشان را از آن می‌گیرند یافتند؛ و در واقع، در برخی موارد، پرسیدن مکرر از خود دقت را کاهش می‌دهد. در نهایت، آنها استدلال کردند که نتایج وال و پاشلر (۲۰۰۸) خرد «جمع درون» را بیش از حد برآورد کرده‌اند — چرا که نتایج آنها نشان می‌دهد پرسیدن بیش از سه بار از خود دقت را به زیر سطح گزارش شده توسط وال و پاشلر (که فقط دو برآورد از شرکت‌کنندگان خواسته بود) می‌آورد.
مولر-ترِده (۲۰۱۱) تلاش کرد نوع سوالاتی که استفاده از «جمع درون» در آنها مؤثرتر است را بررسی کند. او دریافت که گرچه افزایش دقت کمتر از حد انتظار در میانگین‌گیری برآوردهای خود با برآوردهای فرد دیگر است، اما قضاوت‌های تکراری در سوالات مربوط به تخمین سال (مثلاً «دماسنج کی اختراع شد؟») و درصدها (مثلاً «چه درصدی از کاربران اینترنت از چین متصل می‌شوند؟») دقت را افزایش می‌دهد. سوالات عددی کلی (مانند «سرعت صوت چقدر است؟») با قضاوت‌های تکراری بهبود نیافتند، اما میانگین‌گیری قضاوت‌های فردی با قضاوت‌های یک فرد تصادفی دقت را افزایش داد. مولر-ترِده این را به دلیل محدوده‌های مشخص شده توسط سوالات سال و درصد می‌داند.
وان دولدر و وان دن آسِم (۲۰۱۸) «جمع درون» را با استفاده از داده‌های سه رقابت تخمینی بزرگ سازمان یافته توسط Holland Casino بررسی کردند. در هر سه مسابقه، آن‌ها دریافتند تجمیع برآوردهای درون‌فردی دقت برآوردها را بهبود می‌بخشد. همچنین تایید کردند که این روش بهتر کار می‌کند اگر بین قضاوت‌ها تأخیر زمانی وجود داشته باشد. حتی با تأخیر قابل توجه، تجمیع بین فردی مؤثرتر است. میانگین تعداد زیادی قضاوت از یک فرد تنها کمی بهتر از میانگین دو قضاوت از افراد مختلف است.

### بوت‌استرپ دیالکتیکی: بهبود برآوردهای «جمع درون فرد»
هرزوگ و هرتویگ (۲۰۰۹) تلاش کردند تا بر پایهٔ مفهوم «خِرَد بسیاری در یک ذهن» (یا همان «جمع درون») بهبودی ایجاد کنند. آن‌ها از شرکت‌کنندگان خواستند که از روش بوت‌استرپ دیالکتیکی استفاده کنند. بوت‌استرپ دیالکتیکی شامل استفاده از دیالکتیک (بحث عقلانی میان دیدگاه‌های متقابل برای یافتن پاسخ بهتر) و بوت‌استرپ (پیشرفت بدون کمک از منابع خارجی) است. فرض آن‌ها این بود که شرکت‌کنندگان می‌توانند با استفاده از اطلاعات متضاد نسبت به تخمین اولیه، در مرحلهٔ دوم تخمینی دقیق‌تر ارائه دهند. 
در این مطالعه، ابتدا از شرکت‌کنندگان خواسته شد تا تاریخ رویدادهای تاریخی را تخمین بزنند (مانند: کشف برق)، بدون اینکه بدانند قرار است تخمین دومی هم بدهند. نیمی از شرکت‌کنندگان، صرفاً یک تخمین دوم ارائه دادند. نیم دیگر، با استفاده از استراتژی «در نظر گرفتن دیدگاه متضاد»، تخمینی دیالکتیکی ارائه دادند. 
نتایج نشان داد که بوت‌استرپ دیالکتیکی عملکردی بهتر از دادن دو تخمین ساده توسط یک فرد داشت، اما هنوز هم نسبت به میانگین گرفتن تخمین اول هر فرد با تخمین یک فرد تصادفی دیگر، عملکرد پایین‌تری داشت.

### چالش‌ها و راهکارها
پژوهش‌های مربوط به خِرَد جمعی معمولاً برتری میانگین‌گیری از نظرات را به کاهش نویز فردی نسبت می‌دهند، مشروط بر آن‌که نظرات افراد مستقل از یکدیگر باشند. بنابراین، جمع در صورتی بهترین تصمیم را می‌گیرد که نظرات متنوعی در آن حضور داشته باشد.
میانگین‌گیری می‌تواند خطاهای تصادفی را حذف کند، اما خطاهای سیستماتیک که بر کل جمع تأثیر می‌گذارند را حذف نمی‌کند. به‌عنوان نمونه، سوگیری‌های شناختی می‌توانند باعث شوند جمع به پاسخ نادرستی گرایش پیدا کند.
اسکات پیج قضیه‌ای به نام «قضیهٔ پیش‌بینی مبتنی بر تنوع» ارائه داده است: «مقدار خطای مربع جمع برابر است با میانگین خطای مربع افراد، منهای میزان تنوع پیش‌بینی». بنابراین، هرچه تنوع در گروه بیشتر باشد، خطای جمع کمتر است.
تحقیقات همچنین نشان داده‌اند که مشارکت‌کنندگان ممکن است نظر صادقانهٔ خود را بیان نکنند و رأی‌گیری‌های استراتژیک داشته باشند. این امر می‌تواند دقت خِرَد جمعی را کاهش دهد.
در برخی آزمایش‌ها، کاهش استقلال میان پاسخ‌ها (مثلاً با امکان مشاهدهٔ پاسخ دیگران) باعث افزایش دقت شد، زیرا افراد دانش خود را با پاسخ‌های دیگران ترکیب کردند.
الگوریتم‌های خِرَد جمعی در شرایطی بهتر کار می‌کنند که پاسخ درست مشخص باشد، مثلاً در مسائل جغرافیایی یا ریاضی. در مسائل مبهم، جمع ممکن است به پاسخ دل‌خواه یا گمراه‌کننده‌ای برسد.
الگوریتم WICRO با استفاده از تکنیک طبقه‌بندی و فاصلهٔ پاسخ‌دهندگان، سعی دارد پاسخ‌های متخصصان را شناسایی و وزن‌دهی کند.
در پایان، تحقیقاتی نیز نشان داده‌اند که استفادهٔ سازمان‌ها از خِرَد جمعی ممکن است به تضعیف یادگیری فردی بینجامد، زیرا نظرات مخالف معمولاً نادیده گرفته می‌شوند و بازخوردی دریافت نمی‌کنند.
در آزمایش‌هایی در مؤسسه فناوری فدرال سوئیس، مشخص شد که هنگام تلاش جمع برای رسیدن به اجماع، دقت پاسخ‌ها کاهش می‌یابد. راهکار پیشنهادی برای مقابله با این مشکل، افزایش تنوع پس‌زمینه‌های شرکت‌کنندگان است.
تحقیقات «پروژهٔ قضاوت خوب» نشان داد که تیم‌هایی که در نظرسنجی‌های پیش‌بینی شرکت می‌کنند، می‌توانند با جلوگیری از اجماع زودهنگام، پیش‌بینی‌هایی دقیق‌تر از بازارهای پیش‌بینی ارائه دهند.